# لویشام
longitudeلویشامlatitudeلویشام
لویشام (به انگلیسی: Lewisham) یک ناحیه در بریتانیا است که در منطقه لویشام لندن واقع شده‌است.

## خصوصیات
لویشام ۹۵٬۰۴۱ نفر جمعیت دارد.